# Jutro na obzorju
Jutro na obzorju je prvi roman slovenske novinarke in voditeljice Alenke Bevčič. Gre za družbeni in ljubezenski roman, ki je prvič izšel leta 2010 v Ljubljani pri Družbi Piano. Alenkin prvenec je zgodba o uresničevanju sanj in prestopanju okvirjev družbe.

## Vsebina
Glavna junakinja je 28-letna Maja, ki se je po končani srednji šoli poročila s svojo prvo ljubeznijo, Matejem. V zakonu sta se jima rodila dva otroka – osemletna Tina in tri leta mlajši Anže. Z možem gradita novo hišo in postajata vse bolj odtujena drug od drugega. Maja ima redno pisarniško službo, v kateri pa ne uživa. Službo opravlja vse bolj rutinsko, naveličano. Njena velika strast je že od nekdaj bilo fotografiranje, nad čimer pa Majin mož ni bil nikoli navdušen. Majina najboljša prijateljica Nataša ji pomaga uresničiti sanje, da bi končno postala fotografinja. V svojem novem delu neizmerno uživa, ob fotografiranju postane čisto drug človek. Spozna mlado novinarko Tjašo, s katero postaneta dobri prijateljici, potuje kot si je vedno želela... Na težki in boleči poti, da bi spremenila svoje življenje in začela znova, jo čakajo tako vzponi kot tudi padci.

## Izdaje in prevodi
Prva in edina izdaja iz leta 2010 (COBISS)